# 뇨보
뇨보(일본어: 女房)는 헤이안 시대부터 에도 시대까지의 귀족 사회에서 귀인을 시중들던 여성 고용인이다. 뇨보라는 명칭은 시중들던 궁정이나 귀족의 저택에서 그녀들에게 주어인 전용의 방에서 유래한다. 주인의 신변에 직접 관계되는 업무만을 수행하는 고위 신분의 고용인이며, 경우에 따라 유모,가정교사, 남성 주인의 비서 역할 등을 수행했다. 여주인을 모시는 경우에는 주인과 연관된 남자의 연인이 되거나, 남자 주인의 첩이 되는 경우가 많아, 결혼 등에 의해서 퇴직하는 것이 일반적이었다. 또한 천황의 궁녀인 「우에노뇨보(上の女房)」는 후궁이나 황후가 사적으로 고용한 뇨보들과 별도 취급받았다.
헤이안 시대 중기부터는 중급 귀족의 딸이 뇨보가 되는 경우가 많아졌다. 이들의 뛰어난 교양은 히라가나의 사용 등 국풍 문화에 큰 영향을 주게 되었다. 와카나 일본 문학에 뛰어난 인물도 많아, 헤이안 시대에서 가마쿠라 시대에 걸쳐 뇨보 출신의 작가가 지은 문학을 뇨보 문학이라고 부른다.
메이지 유신 이후의 현대에 들어와 뇨보는 일반적으로 '부인', '처'를 의미한다.